# Махама, Джон Драмани
Джон Драмани Махама (англ. John Dramani Mahama; род. 29 ноября 1958[…], Гана) — ганский политический и государственный деятель, президент Ганы (2012—2017) и с 7 января 2025 года.

## Карьера
Махама родился в семье богатого фермера, который занимался политикой, был членом парламента при Нкруме и советником Хиллы Лиманна. Сам будущий президент получил образование в Университете Ганы, а в 1986—1988 годах учился в Москве, получив диплом по социальной психологии.
В 1996 году он был избран в парламент, с апреля 1997 года — заместитель министра, с ноября 1998 по январь 2001 года — министр по делам коммуникаций. После прихода к власти Куфуора Махама 8 лет был членом парламента от оппозиционной NDC.
Исполнял обязанности президента с 25 июля 2012 года, приняв в парламенте страны президентскую присягу несколько часов спустя после кончины президента Эванса Атты Миллза. На выборах президента Ганы набрал 50,7 % голосов избирателей, опередив своего главного конкурента Нана Акуфо Аддо, набравшего 47,74 % голосов. До этого с 7 января 2009 по 25 июля 2012 года занимал пост вице-президента Ганы.
Из-за проблем с электроснабжением получил прозвище Mr.Dumsor (то есть, «Мистер Отключение»).
Правительство Махамы уделяло большое внимание улучшению инфраструктуры — строительству дорог, реконструкции аэропортов (Кумаси, Тамале); было проведено расширение порта Такоради. К заслугам правительства следует отнести также реализацию проекта «Газ Ганы» (строительство газового завода). Темпы экономического роста, однако, упали из-за падения цен на экспортные товары, прежде всего на энергоносители.
Серьёзным ударом по репутации правительства Махамы было дело Войоме, коррупционная выплата почти 12 млн долларов правительством в пользу казначея правящей партии. В 2014 году Верховный суд признал сделку незаконной и постановил вернуть деньги. Президент признал, что «коррупцией следует заниматься более систематически».
Известен хорошим чувством юмора. Будучи вице-президентом, опубликовал книгу «Мой первый переворот и другие правдивые истории потерянных десятилетий Африки», посвящённую проблемам взаимоотношений общества и власти в африканских странах.
9 декабря 2024 года избирательная комиссия подтвердила победу Джона Драмани Махамы на президентских выборах с результатом 56,55 % голосов. Его оппонент, кандидат от правящей Новой патриотической партии и вице-президент Махамуду Бавумия, набравший 41,01 % голосов, признал своё поражение. 7 января 2025 года вступил в должность президента Ганы.

## Личная жизнь
Жена — Лордина Махама, у него семь детей.

## Награды
- Компаньон ордена Звезды Ганы.
- Компаньон ордена Вольты.
- Медаль Пушкина (29 октября 2010, Россия) — за большой вклад в сохранение и популяризацию русской культуры за рубежом[12].